# Jocelyn Blanchard
Jocelyn Blanchard (* 28. Mai 1972 in Béthune/Département Pas-de-Calais) ist ein ehemaliger französischer Fußballspieler.

## Karriere

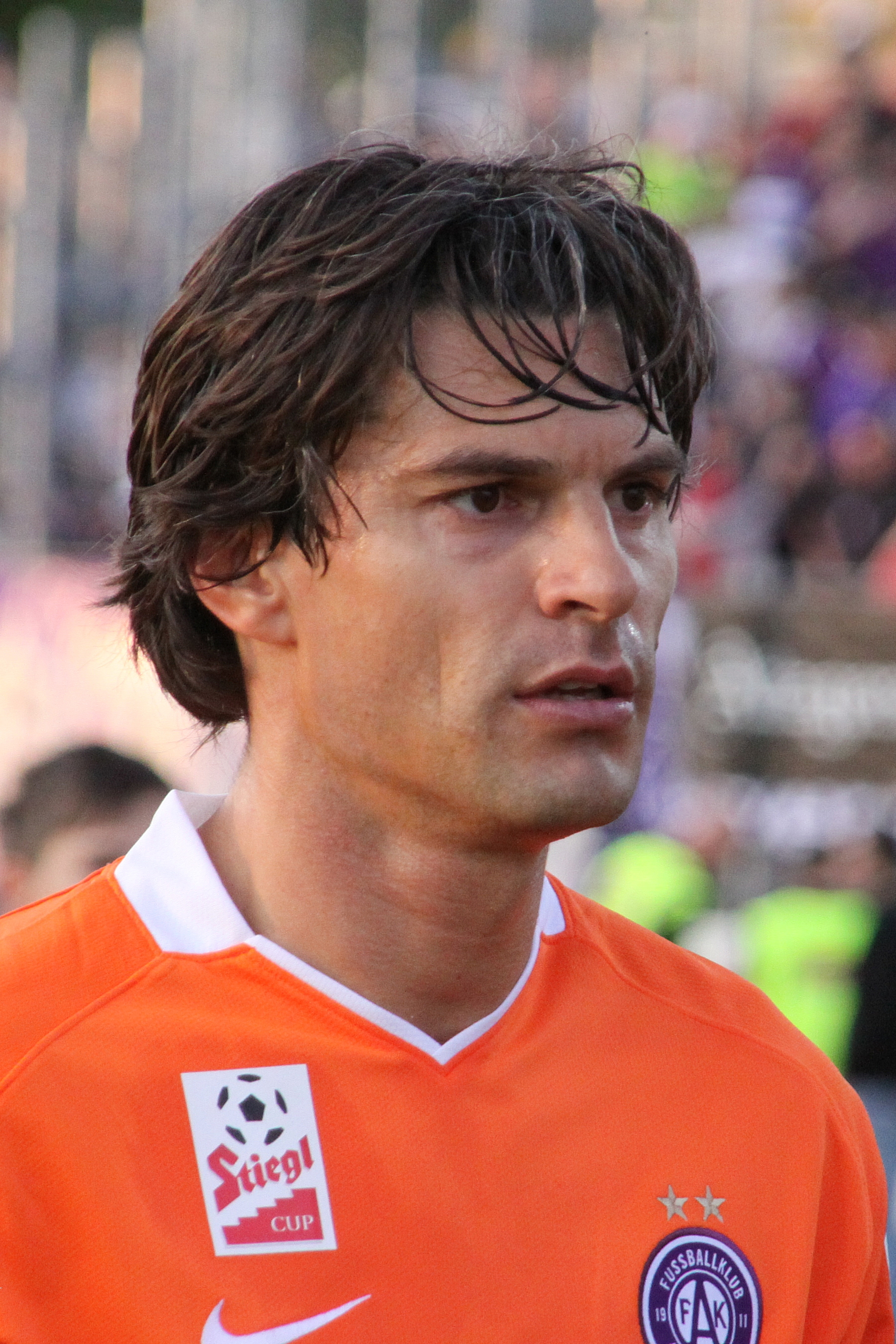
Jocelyn Blanchard, Mannschaftskapitän der Wiener Austria

Der Franzose startete seine Profifußballerlaufbahn bei US Dunkerque, wo er drei Jahre spielte. Nach den Lehrjahren wechselte er zum FC Metz in die erste französische Liga. Die drei Jahre in Metz waren so erfolgreich, dass er für die Ablösesumme von umgerechnet 6,5 Mio. Euro vom italienischen Rekordmeister Juventus Turin verpflichtet wurde, wo er die nächste Saison neben Stars wie Zinédine Zidane oder Didier Deschamps spielte. Seitdem verbindet Blanchard eine enge Freundschaft mit Zidane. Nach dem Jahr in Oberitalien wechselte er zurück nach Frankreich zum RC Lens. Nach vier Jahren in Lens, wo er zum Führungsspieler und Mannschaftskapitän avancierte, entschied sich Blanchard im Sommer 2003 für einen Wechsel zum österreichischen Traditionsklub und Austria Wien. Er war ein Wunschspieler des damaligen Austria-Trainers Joachim Löw. Auch bei der Wiener Austria entwickelte sich Blanchard zum Führungsspieler und unbestrittenen Teamkapitän.
In der Saison 2005/06 wurde er zum besten Spieler der österreichischen Bundesliga gewählt. In dieser Saison feierte er mit der Austria auch den Meistertitel sowie den Cupsieg. Den österreichischen Pokal gewann die Austria mit Blanchard auch in den Spielzeiten 2004/05, 2006/07 und 2008/09. Im Mai 2009 wurde bekannt, dass der auslaufende Vertrag des Franzosen nicht verlängert wird.
Blanchard wechselte daraufhin zur Saison 2009/10 zum SK Austria Kärnten. Beim Meisterschaftsspiel am 20. Februar 2010 gegen seinen Exklub Austria Wien zog er sich einen Knöchelbruch zu. Zum Saisonende verließ Blanchard den Klub, der am 14. Juni 2010 Konkurs anmeldete.
Seit Mai 2011 ist Blanchard Sportdirektor des RC Lens.